# Военно-политическая академия имени В. И. Ленина
Военно-политическая академия имени В. И. Ленина (ВПА имени В. И. Ленина, ВПА) — высшее военное учебное заведение Вооружённых Сил СССР, предназначенное для подготовки военно-политического состава с высшим военным образованием для всех видов Вооружённых Сил, родов войск, внутренних и пограничных войск, научно-педагогического состава с высшим педагогическим образованием для военных вузов, а также проведения научных исследований в области ряда гуманитарных наук. Учебное заведение существовало с 1919 по 1991 год.
Полное наименование: Военно-политическая орденов Ленина и Октябрьской революции Краснознамённая академия имени Владимира Ильича Ленина.

## История
Ведёт свою историю от Учительского института РККА, созданного в Петрограде 5 ноября 1919 года.
В апреле 1920 года переименован в Петроградский красноармейский университет имени Н. Г. Толмачёва, начальником университета был назначен В. С. Левин.
14 мая 1925 года приказом председателя РВС СССР № 516 Военно-политический институт Красной Армии имени Н. Г. Толмачёва был преобразован в Военно-политическую академию имени Н. Г. Толмачёва, которая была подчинена непосредственно Политическому управлению Красной Армии.

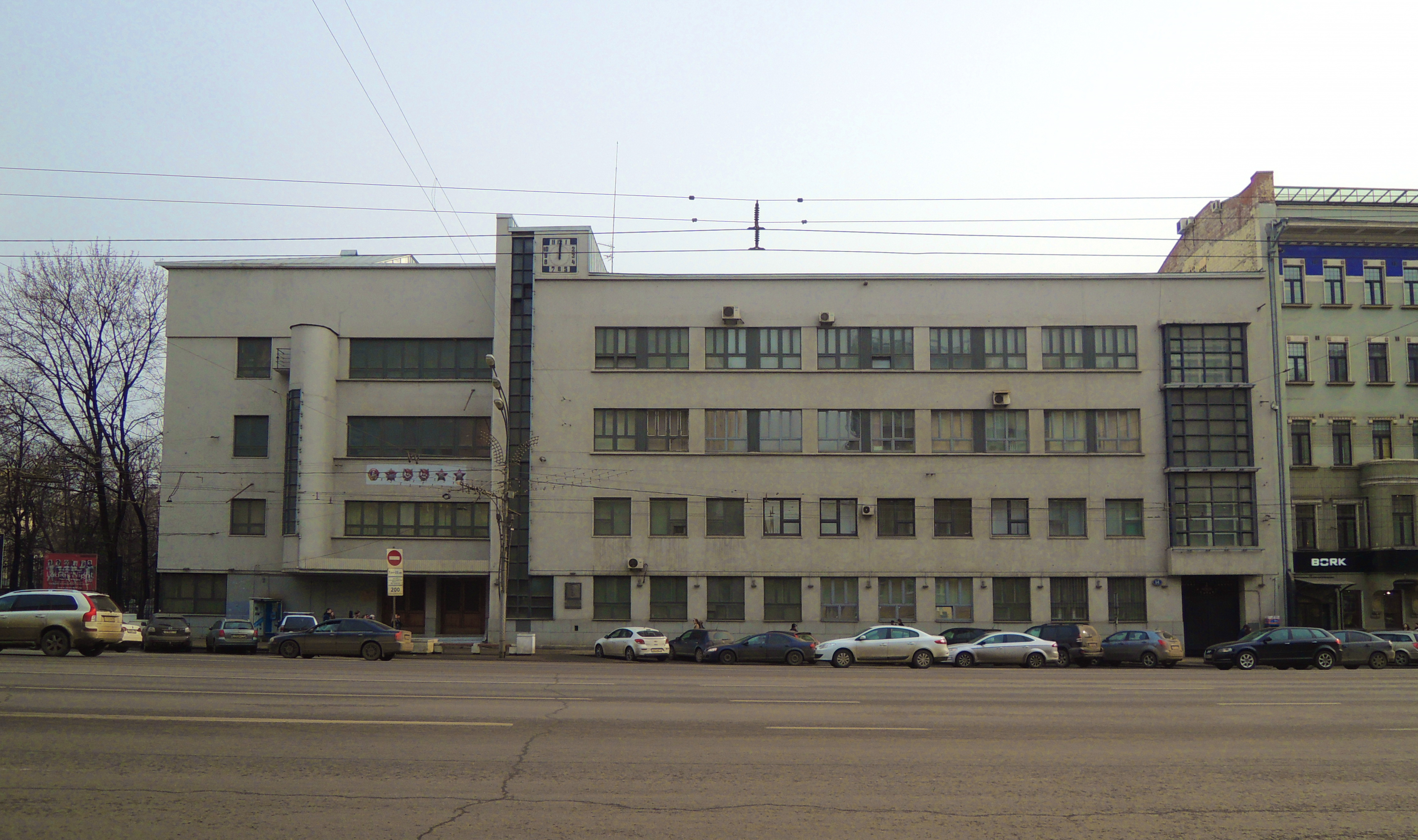
Москва, Большая Садовая ул., № 14 стр. 1. Здание Военно-политической академии им. Ленина (ныне — Военный университет). Здание построено в 1930—1934 годах в конструктивистском стиле по проекту А. В. Щусева, при участии И. А. Француза и Г. К. Яковлева. Первоначально оно предназначалось для Механико-электротехнического института им. Ломоносова, располагавшемся неподалёку в Благовещенском переулке. В 1938 году здание заняла переведённая из Ленинграда Военно-политическая академия им. В. И. Ленина. Ранее на этом месте находилось Комиссаровское техническое училище (середина XIX — начало XX века, архитекторы — П. С. Кампиони, М. К. Геппенер и др.).

Начальником академии был назначен Л. Д. Покровский. В последующие годы вплоть до начала Великой Отечественной войны академию возглавляли: Я. Л. Берман (1926—1928), А. Л. Шифрес (1928—1932), армейский комиссар 2 ранга Б. М. Иппо (1932—1937), корпусной комиссар И. Ф. Немерзелли (апрель—ноябрь 1937), дивизионный комиссар Ф. Е. Боков (1937—1941).
Задачей академии являлась подготовка военно-политических работников для Красной Армии и Флота с высшим военным образованием, способных осуществлять политическое руководство организационно-политической и агитационно-пропагандистской работой в войсках и на флотах. Вместе с тем на академию возлагалась задача подготовки преподавателей социально-экономических дисциплин для военно-учебных заведений. Она должна была стать научным центром обобщения опыта партийно-политической работы в частях и на кораблях.
В академии было 2 факультета: военно-политический (созданный вместо расформированного в 1958 году Высшего военно-педагогического института имени М. И. Калинина) и общественно-педагогический. Срок обучения — 3 года. Кроме обучения на факультетах, в академии осуществлялась курсовая, ускоренная подготовка и переподготовка кадров. В разное время действовали курсы усовершенствования политсостава, преподавателей политработы, заочные политкурсы и др.
15 марта 1928 году в академии состоялось общепартийное собрание всего личного состава. Заслушав доклад начальника академии Я. Л. Бермана, собрание приняло резолюцию, в целом поддерживающую линию XV партсъезда. Одновременно резолюция обращала внимание на то, что в армейской жизни набирают силу отрицательные явления. Резолюция общепартийного собрания академии была подвергнута критике в принятой 27 июля резолюции расширенного заседания РВС СССР. 18 декабря началась кампания по перевыборам президиумов ячеек бюро ячейки ВКП(б) академии. Уже 5 января 1929 года партийное собрание коллектива академии вынесло резолюцию, полностью осуждающую резолюцию от 15 марта. 25 февраля постановление ЦК ВКП(б) осудило «внутриармейскую оппозицию 1928 года» (формулировка начальника Политического управления РККА А. С. Бубнова). В 1938 году борьба с «антипартийной внутриармейской белорусско-толмачёвской группировкой» (формулировка начальника Политического управления РККА Л. З. Мехлиса) привела к массовым увольнениям из армии и арестам преподавателей и бывших выпускников академии.
В 1929—1931 годах в академии действовали курсы партийно-политической подготовки командиров-единоначальников, которые окончили 120 человек, в их числе видные военачальники Красной Армии И. Р. Апанасенко, О. И. Городовиков, А. И. Ерёменко, А. Д. Локтионов, С. К. Тимошенко, И. В. Тюленев, Я. Н. Федоренко, М. С. Хозин и др.
Организационная структура академии была не постоянной. В зависимости от социально-политической ситуации в стране и потребностей Красной Армии в политических кадрах в неё вносились изменения. Так, в 1933 году в академии было уже 4 факультета: общевойсковой, военно-воздушный, военно-морской и военно-педагогический. Продолжительность обучения увеличилась до 4 лет.
В октябре 1934 года за больше заслуги и достижения в подготовке кадров политработников и в ознаменование 15-й годовщины создания Военно-политическая академия награждена орденом Ленина. 11 января 1938 года академии было присвоено имя В. И. Ленина. Одновременно было принято решение о переводе академии из Ленинграда в Москву, что свидетельствовало о большом внимании высшего государственного и военно-политического руководства страны к деятельности академии и о возрастании её роли в подготовке политических работников для Красной Армии в условиях обострения международной политической обстановки и усиления опасности новой войны.
После перевода в Москву в академии продолжилась работа по совершенствованию учебно-воспитательного процесса. Была увеличена численность постоянного и переменного состава, появились новые факультеты: автомеханизированный, вечернего и заочного обучения с филиалами в Ленинграде, Киеве, Минске, Хабаровске и Львове. Усилилось внимание к полевой выучке слушателей. В 1938 году в Кубинке был организован военный учебный лагерь.
Совершенствовалась научно-исследовательская работа. Были созданы адъюнктура, в которой обучался 121 человек, и учёный совет по защите докторских и кандидатских диссертаций. С 1939 года стал издаваться сборник научных статей «Труды академии». Увеличился научно-педагогический потенциал академии. К началу Великой Отечественной войны работу в ней вели 1 доктор наук, 3 профессора, 8 кандидатов наук и 13 доцентов, в их числе: М. В. Базанов, П. А. Белов, В. В. Бирюкович, Г. А. Деборин, Г. П. Колсяченко, Г. В. Кузьмин, Д. М. Кукин, Г. Д. Спирин, И. А. Фёдоров, Ф. Д. Хрустов и др.
Напряжённый труд командования, факультетов, кафедр, отделов и других подразделений академии способствовал улучшению качества подготовки слушателей. В 1939 году академия выпустила 490, в 1940 году — 485 политработников. Всего за период с 1920 по июнь 1941 года академия подготовила и направила в войска и военно-учебные заведения 5159 политработников и преподавателей общественных дисциплин. Выпускники академии активно участвовали в боях по защите Отечества на озере Хасан и у реки Халхин-Гол, во время советско-финляндской войны, а также в освободительном походе в западные области Белоруссии и Украины.
Неоценим вклад Военно-политической академии в победу над Германией в Великой Отечественной войне. Уже в первые дни войны на фронт убыло более 1 000 слушателей и преподавателей, в том числе начальник академии Ф. Е. Боков, начальники кафедр А. И. Пугачевский, И. Г. Ефременков, Г. Д. Спирин и др.
В ноябре 1941 года начальником академии был назначен бригадный комиссар А. Н. Щербаков. В 1943 году его сменил на этом посту генерал-майор А. И. Ковалевский. С октября 1941 года по август 1943 года академия находилась в эвакуации в г. Белебее Башкирской АССР. В трудных условиях, связанных с перебазированием и развёртыванием учебного процесса на новом месте, командование, преподавательский состав академии провели большую работу по перестройке учебного процесса на военный лад, внедрению в обучение и воспитание слушателей опыта Великой Отечественной войны.
В июле 1943 года в связи с возросшей потребностью действующей армии в кадрах политработников и в целях сокращения сроков их подготовки решением ГКО СССР Военно-политическая академия была преобразована в Высшие всеармейские военно-политические курсы с годичным сроком обучения. Курсы в основном комплектовались политработниками действующей армии — заместителями командиров полков и батальонов по политической части, парторгами и агитаторами полков, работниками политических отделов соединений, многие из которых были награждены орденами и медалями.
Научно-педагогическую работу на факультетах и кафедрах вели около 100 преподавателей, среди которых было 3 доктора наук, 5 профессоров, 22 кандидата наук и 24 доцента. Военно-политическая академия и созданные на её основе Высшие всеармейские военно-политические курсы в годы Великой Отечественной войны успешно решали возложенные на них задачи. Они подготовили и направили в действующую армию более 13 000 политработников, которые огромной политической и организаторской работой в массах воинов, личным примером и активной боевой деятельностью способствовали достижению победы над агрессором.
Тысячи выпускников академии и курсов за героические подвиги на фронтах Великой Отечественной войны были награждены орденами и медалями. 14 выпускников академии и курсов были удостоены высокого звания Героя Советского Союза.
13 декабря 1944 году « В ознаменование 25-й годовщины Высших всеармейских военно-политических курсов Главного политического управления Красной Армии за выдающиеся успехи в подготовке кадров политработников для Красной Армии» Высшие всеармейские военно-политические курсы были награждены орденом Красного Знамени. Тогда же были удостоены высоких правительственных наград 67 работников курсов, в их числе начальники курсов генерал-майоры А. И. Ковалевский, И. И. Зубков, полковники А. И. Беднягин, Б. А. Богданов, И. В. Воронков, И. Г. Ефременков, Г. Н. Малкин, Г. В. Спирин, подполковники Б. К. Беляников, Л. К. Касьяненко, А. Т. Кутоманов, П. Н. Попков, А. И. Червонев, заведующая кафедрой Е. И. Иорданская и др.
После окончания Великой Отечественной войны основные усилия командования, профессорско-преподавательского и всего личного состава курсов были направлены от сложившейся в военное время курсовой, ускоренной подготовки политработников к стационарной вузовской системе подготовке, отвечающей требованиям мирного времени и запросам Вооружённых Сил.
7 мая 1947 года на основе постановления ЦК КПСС была восстановлена Военно-политическая академия им. Ленина. Её возглавляли: генерал-майор А. И. Ковалевский (1947—1948), генерал-полковник К. В. Крайнюков (1948—1949), генерал-полковник И. В. Шикин (1949—1950), генерал-лейтенант М. А. Козлов (1950—1957), генерал-полковник Ф. Ф. Кузнецов (1957—1959).

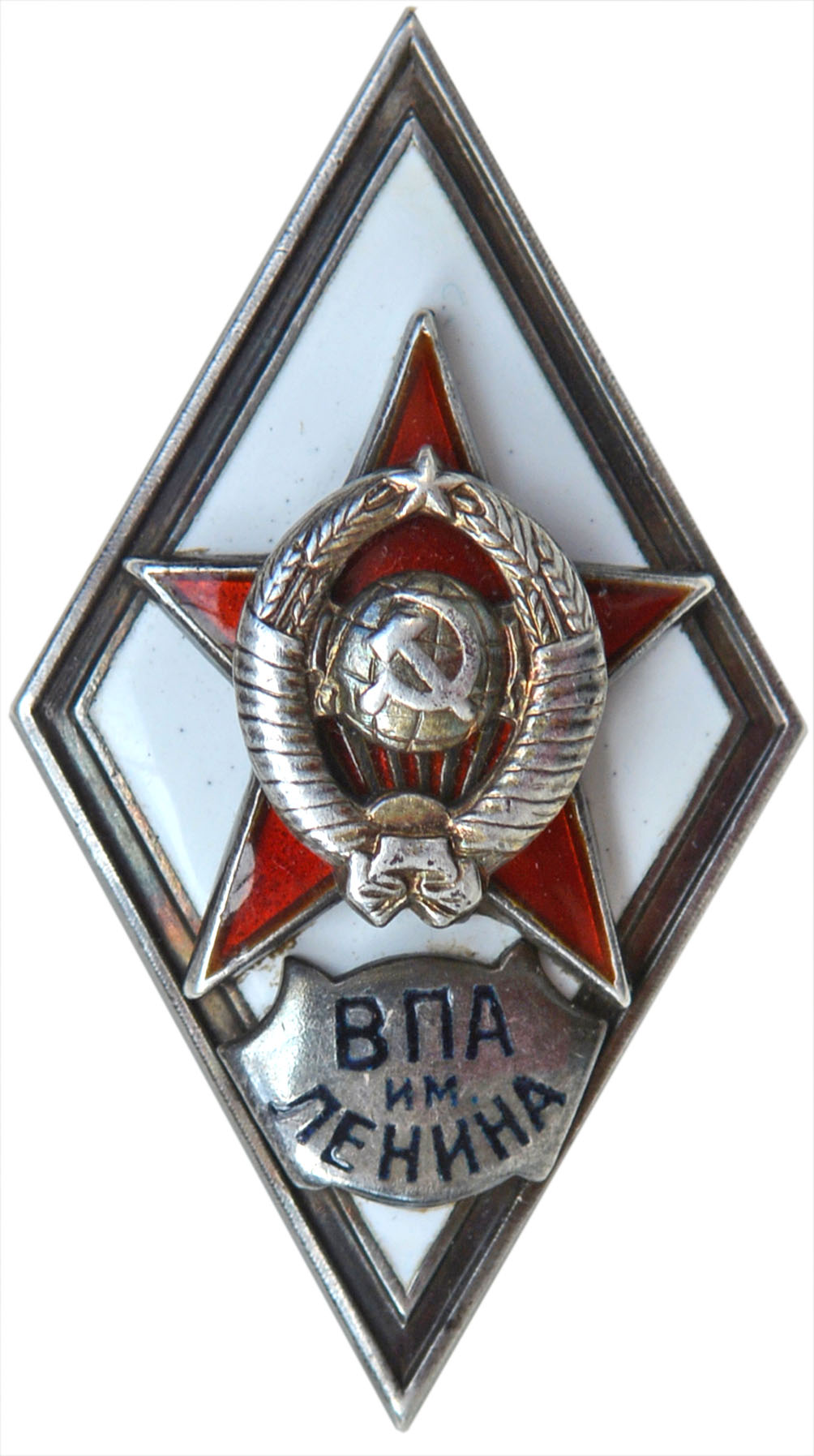
Академический нагрудный знак

В мирных условиях академия стала готовить политработников — заместителей командиров полков (кораблей) по политической части и работников политорганов для всех видов Вооружённых Сил, родов войск, вести переподготовку старшего и высшего политсостава, обобщать опыт и научно разрабатывать вопросы партийно-политической работы. Срок обучения увеличился до 4 лет.
В академии действовало 7 факультетов: общевойсковой, артиллерийский, бронетанковый, военно-воздушный, военно-морской, редакторский, заочного обучения, а также постоянные годичные курсы политсостава. В 1954 году в академии были созданы Высшие академические курсы усовершенствования политсостава. Преподавание гуманитарных наук велось по программам Высшей партийной школы при ЦК КПСС. Большое внимание уделялось изучению опыта партийно-политической работы в годы Великой Отечественной войны.
Педагогическую работу в академии вели хорошо подготовленные преподаватели, многие из которых были участниками войны. Более 50 % педагогов гуманитарных кафедр имели учёные степени и звания. Особым методическим мастерством отличались И. В. Анисимов, Г. А. Деборин, И. Г. Ефременков, В. А. Захаров, Н. М. Киряев, Н. Р. Панкратов, Д. М. Кукин, И. Н. Леванов, А. И. Лепёшкин, И. А. Портянкин, Г. Д. Спирин, Р. И. Сидельский, М. Я. Фомиченко, Ф. Д. Хрустов и др.
Организационная структура академии, её цели и требования к подготовке выпускников постоянно менялись. В 50-е — начале 60-х годов были созданы новые факультеты: военно-юридический, военно-педагогический, РВСН и ПВО, а также факультет по подготовке политработников армий социалистических и других дружественных стран. В 1978 году появился факультет пограничных и внутренних войск.
В 1959 году начальником академии был назначен генерал-полковник А. С. Желтов. В последующие году академию возглавляли генерал армии Е. Е. Мальцев (1971—1981), генерал-полковник Г. В. Средин (1981—1987), генерал-полковник Н. Ф. Кизюн (1987—1991). Большой вклад в подготовку слушателей в соответствии с новыми требованиями в 60—70-е годы внесли кафедры общественных, юридических и военных наук.
В 1969 году за выдающиеся заслуги в подготовке кадров политработников для Вооружённых Сил, большой вклад в мобилизацию воинов на защиту Отечества и в связи с 50-летием со дня основания Военно-политическая академия имени В. И. Ленина была награждена орденом Октябрьской революции.
В 1980-е годы деятельность академии проходила на фоне развернувшегося в стране процесса «перестройки всех сфер жизни общества», в том числе военного строительства и военного образования. На факультетах, кафедрах, в отделах и службах разворачивалась работа по обновлению содержания и методики учебно-воспитательного процесса, совершенствованию учебных планов и программ, созданию новых учебников и пособий для слушателей.
В декабре 1989 году академия отмечала своё 70-летие. К юбилею она подошла боевым сплочённым коллективом. На очном и заочном факультетах и различных курсах академии осуществлялась подготовка политработников с высшим военным образованием для всех видов Вооружённых Сил и родов войск, военных педагогов, социологов и журналистов. Почти 40 лет академия осуществляла подготовку политработников для армий социалистических и дружественных государств.
В академии работал опытный, высококвалифицированный научно-педагогический состав. В конце 80-х — начале 90-х годов научно-педагогическую работу на кафедрах и факультетах вели свыше 40 докторов наук и профессоров. На кафедрах гуманитарных наук более 89 % преподавателей имели учёные степени и звания. Академия была крупным научным центром в Вооружённых Силах. В ней функционировало 6 диссертационных советов по присуждению учёных степеней. Ежегодно издавалось около 200 наименований учебной и научной литературы по актуальным проблемам военного строительства и вооружённой защиты отечества, обучения и воспитания войск, организации и проведения партийно-политической работы, морально-психологической подготовки войск.
В конце 80-х — начале 90-х годов все члены военных советов — начальники политуправлений военных округов, флотов, групп войск, почти все начальники политорганов соединений, большинство замполитов полков (кораблей) и им равных были выпускниками академии. В разные годы в академии работало, училось более 150 Героев Советского Союза. В 1989 году впервые в гарнизоне секретарём комитета комсомола подразделения, ответственным за спортивную работу в комитете комсомола в/ч 21212, начальником спортивной базы, общественным тренером Кузьменко Александром при поддержке комитета комсомола  академии  и  в/ч 21212 была создана спортивная секция для детей близлежащих учебных заведений и детей офицеров по общефизической подготовке, рукопашному бою, футболу (газета «Красный воин» Московского военного округа № 112 от. 14 мая 1989 года "Дружат школьники с воинами").
Заслуги Военно-политической академии имени В. И. Ленина отмечены тремя отечественными наградами: орденами Ленина, Октябрьской революции, Красного Знамени, а также орденами многих иностранных государств.
7 декабря 1991 года на основании распоряжения Президента РСФСР в связи с упразднением в Вооружённых Силах военно-политических органов и политического аппарата частей и подразделений Военно-политическая академия была преобразована в Гуманитарную академию Вооружённых Сил РФ.

## Структура академии (1957—1960)
Управление
1. Командование
2. Учебный отдел
3. Политический отдел (партком)
4. Научно-исследовательский отдел
5. Группа научных работников по разработке проблем общественных наук
6. Редакционно-издательский отдел
7. Отдел кадров
8. Строевой отдел и секретный отдел
9. Финансовый отдел
10. Отдел артиллерийского, военно-морского и авиационного вооружения
11. Отдел вещевого и продовольственного снабжения
12. Квартирно-эксплуатационный отдел
Факультеты и курсы
1. Общевойсковой
2. Военно-морской
3. Военно-воздушный
4. Военно-педагогический
5. Военно-юридический (в 1957—1974)
6. Факультет заочного обучения
7. Факультет по подготовке офицеров стран народной демократии
8. Высшие академические курсы
9. Факультет № 6
Кафедры
1. Кафедра истории КПСС
2. Кафедра диалектического и исторического материализма
3. Кафедра политической экономии
4. Кафедра истории СССР
5. Кафедра военной педагогики и психологии
6. Кафедра истории международного рабочего и национально-освободительного движения
7. Кафедра партийно-политической работы и основ воинского воспитания
8. Кафедра политической и военной географии
9. Кафедра журналистики
10. Кафедра теории и истории государства и права и государственного права
11. Кафедра уголовного права
12. Кафедра судебного права и криминалистики
13. Кафедра военной администрации и административного права
15. Кафедра тактики
16. Кафедра артиллерии
17. Кафедра Военно-воздушных сил
18. Кафедра Военно-Морского Флота
19. Кафедра истории войн и военного искусства
20. Кафедра связи и радиолокации
21. Кафедра атомного и химического оружия
22. Кафедра инженерных войск
23. Кафедра военной топографии
24. Кафедра физической подготовки
Подразделения обеспечения и обслуживания
1. Клуб академии
2. Рота охраны
3. Военно-духовой оркестр
4. Медицинская служба и поликлиника
5. Автомобильный отдел
6. Колонна грузовых и специальных автомобилей
7. Артиллерийская ремонтная мастерская
Отдельный сводный батальон, в/ч 21212
Пожарная охрана
Адъюнкты

## Названия
- 05.11.1919 — Петроградский учительский институт Красной Армии имени Н. Г. Толмачёва
- 14.04.1920 — Петроградский красноармейский университет имени Н. Г. Толмачёва
- 23.02.1921 — Петроградский окружной инструкторский институт имени Н. Г. Толмачёва
- 03.03.1922 — Высшие военно-политические курсы имени Н. Г. Толмачёва
- 14.02.1923 — Военно-политический институт имени Н. Г. Толмачёва
- 26.05.1925 — Военно-политическая академия имени Н. Г. Толмачёва
- 11.01.1938 — Военно-политическая академия имени В. И. Ленина
- июль 1943 — Высшие всеармейские военно-политические курсы имени В. И. Ленина
- 07.05.1947 — Военно-политическая академия имени В. И. Ленина

## Награды
- Орден Ленина (под наименованием «Военно-политическая академия РККА имени Толмачёва») — отмечая большие достижения и заслуги Военно-политической академии РККА имени Толмачёва, в ознаменование её 15-й годовщины (17 ноября 1934 года);
- Орден Октябрьской Революции (1969);
- Орден Красного Знамени (под наименованием «Высшие всеармейские военно-политические курсы Главного политического управления Красной Армии») — в ознаменование 25-й годовщины, за выдающиеся успехи в подготовке кадров политработников для Красной Армии (13 декабря 1944 года);
- Ордена ряда социалистических государств.

## Начальники академии
- 1919 — Аплетин, Михаил Яковлевич;
- 1920 — Левин, Владимир Соломонович;
- 1921—1922 — Ковалёв, Сергей Иванович;
- 1922—1926 — Покровский, Леонид Дмитриевич;
- 1926—1928 — Берман, Яков Леонтьевич;
- 1928—1932 — Шифрес, Александр Львович;
- 1932—1937 — армейский комиссар 2 ранга Иппо, Борис Михайлович;
- 1937 — корпусной комиссар Немерзелли, Иосиф Фадеевич;
- 1937—1941 — дивизионный комиссар Боков, Фёдор Ефимович
- 1941—1943 — бригадный комиссар (с 12.1942 генерал-майор) Щербаков, Александр Николаевич;
- 1943—1948 — генерал-майор Ковалевский, Алексей Иванович;
- 1948—1949 — генерал-полковник Крайнюков, Константин Васильевич;
- 1949—1950 — генерал-полковник Шикин, Иосиф Васильевич[2];
- 1950—1957 — генерал-лейтенант Козлов, Марк Александрович;
- 1957—1959 — генерал-полковник Кузнецов, Фёдор Федотович;
- 1959—1971 — генерал-полковник Желтов, Алексей Сергеевич ;
- 1971—1981 — генерал армии Мальцев, Евдоким Егорович;
- 1981—1987 — генерал-полковник Средин, Геннадий Васильевич;
- 1987—1991 — генерал-полковник Кизюн, Николай Фадеевич[3];
- 1991 — генерал-полковник Колиниченко, Алексей Николаевич.